# Fahrenbühl (Kirchenlamitz)

Jagdschloss Fahrenbühl

Fahrenbühl ist ein Gemeindeteil der Stadt Kirchenlamitz im Landkreis Wunsiedel im Fichtelgebirge (Oberfranken, Bayern).
Der Weiler Fahrenbühl und der benachbarte Gemeindeteil Neuenhammer liegen an einer Landstraße zwischen Niederlamitz, Wustung und Schwarzenbach an der Saale parallel zur Staatsstraße 2177. Die Bahnstrecke Weiden–Oberkotzau und die Lamitz führen an Fahrenbühl vorbei. Eine markante Anlage ist das Jagdschloss Fahrenbühl.